# Чилійська височина
Чилійська височина, Чилійська піднесеність, Чилійський хребет, Західно-Чилійська височина — океанічний хребет, дивергентна границя між літосферними плитами Наска і Антарктичною плитою. Східний край починається від Чилійського трійника, де Чилійська височина зазнає субдукцію під Південноамериканську плиту в Перуансько-Чилійському жолобі. і прямує на захід, до трійника на південь від мікроплити Хуан Фернандес, де вона має зчленування зі Східно-Тихоокеанською височиною.
Довжина хребта становить близько 2000 км, ширина — 400–600 км, переважаючі глибини над гребенем 3000-3500 м, мінімальна — 2068 м; відносна висота близько 1500 м. Поверхня хребта сильно розчленована; в осьовій частині є депресія завглибшки 4631 м.

## Ресурси Інтернету
- Чилійська височина у Великій Радянській Енциклопедії [Архівовано 17 січня 2015 у Wayback Machine.]